# Malterdingen
Malterdingen település Németországban, azon belül Baden-Württembergben. Lakosainak száma 3461 fő (2023. december 31.).

## Népesség
A település népessége az elmúlt években az alábbi módon változott:
| Lakosok száma | 2020 | 2186 | 2266 | 2191 | 2281 | 2428 | 2738 | 2975 | 3030 | 3461 |
|               | 1961 | 1967 | 1974 | 1980 | 1987 | 1993 | 2000 | 2006 | 2013 | 2023 |